# Hylaea conjuncta
Hylaea conjuncta là một loài bướm đêm trong họ Geometridae.